# 91Days
《91天》（日語：ナイティワンデイス）是由朱夏製作的首部原創動畫。在2016夏季播出。

## 故事簡介
「復仇」為主題，以禁酒時期、黑手黨橫行霸道的時代為背景，主角阿維里奧一家因為與黑手黨抗爭而慘遭殺害，只有他一人逃脫。長大後的某天，他收到一封神秘的匿名信，信中羅列了當年的殺手名字，被憤恨之心蒙蔽雙眼的他於是展開了復仇計劃。

## 登場人物

### 主要人物
阿維里奧·布魯諾（Avilio Bruno，聲：近藤隆、朝井彩加（幼少期））
本作的重要男主角。本名為安傑羅‧拉庫澤（Angelo Laguza），15歲（官方無明確說明，但從第一集蛋糕上的8支蠟燭推測7年後為15歲），身高175cm。有個弟弟路謝爾。為人冷靜且足智多謀，性情陰鬱，唯獨與柯魯特歐親近。有吸煙的習慣。喜愛甜食，尤其是罐頭鳳梨。擅長扒手的技巧，不擅長開車。
小時候因雙親和弟弟被黑手黨殺害，而逃出從小成長的小鎮。7年後收到一封羅列當年殺害家人的殺手名單的信件，立志要向統領法尼提家族的文森、尼祿和范諾復仇。
在尼祿一行人陷入絕境時提出和凡格合作，成功和對方交換條件。後以自己的真正身分哄騙奧爾塞，讓他誤信自己會背叛尼祿，得以生擒奧爾塞交給凡格。
克魯迪奧勸他放棄復仇時，向他表明「放棄復仇就失去活著的意義」。
煽動沃爾普一起擅自刺殺羅納度及弗拉特，之後向受傷的沃爾普開了致命的一槍。利用沃爾普的死讓尼祿與弗拉特關係全面惡化，引爆家族內戰。
羅納多死後，提議尼祿與弗拉特決鬥並將手槍給了弗拉特。但事前將子彈取出，使尼祿為了自衛被迫殺害自己的弟弟。
在第12話向尼祿表明「我不殺你是因為我不想殺你」。後被尼祿拿槍從後面指著並開槍，生死不明。
尼祿（Nero Vanetti，聲：江口拓也）
法尼提家族老大文森的大兒子。21歲，身高180cm。擅長耍雜耍。平日笑臉迎人，但也有殺氣迫人的一面。甚有膽識和義氣，但容不下背叛者。
阿維里奧的復仇對象之一。曾經盯上加拉西亞首領的性命。但卻被弟弟弗拉特所憎恨，現時被迫面對家族自相殘殺的悲劇。
羅納多死後，在阿維里奧的設計下被迫與弗拉特決鬥。雖不願取弟弟性命，卻基於自衛誤殺弗拉特。
繼承文森成為法尼提老大。
最後跟阿維里奧一起去海邊，聽了阿維里奧不殺他的原因「我不殺你是因為我不想殺你」後，便拿槍指其背後並開槍，但是否有打中阿維里奧並未有說明。結尾時開車駛離海邊，望向副駕駛座的鳳梨罐頭露出微笑後，畫面鏡頭逐漸模糊，劇末以海浪沖刷阿維里奧和尼祿留下足跡的海岸作結尾。

### 法尼提家族 Vanetti
范諾·克萊門特（Vanno Clemente，聲：小野大輔）
尼祿的部下、朋友，對夥伴十分忠誠。為阿維里奧的復仇對象之一，最後由阿維里奧所殺。
基督教徒。
弗拉特（Frate Vanetti，聲：西山宏太朗）
法尼提家族老大文森的小兒子，尼祿的弟弟。表面溫厚，卻為了換取和加拉西亞家族的盟約，而同意殺害親哥哥尼祿。
後期對付兄長的壓力使他不堪負荷，只能酗酒度日。在不知情之下服下羅納度給的毒品，更為神智不清。
與羅納度坐車時遭到沃爾普暗殺未遂，之後又見到沃爾普的屍體，認為一切是尼祿所為，加深了對哥哥尼祿的仇恨。
羅納多死後，在阿維里奧的設計下與哥哥尼祿決鬥。雖先扣下板機但由於槍中子彈已事先被阿維里奧取走，反被基於自衛的尼祿射殺。
巴爾貝羅（Valbero，聲：櫻井孝宏）
尼祿的參謀部下，個性冷靜，有過度懷疑的壞習慣。協助尼祿而受到法尼提家族追殺。後期對阿維里奧抱有懷疑態度，認為他會對尼祿不利。
尼祿遭刺殺未遂後一直懷疑阿維里奧。
在拷問阿維里奧時遭甘佐槍殺。
菲奧（Fio Vanetti，聲：東城日沙子）
法尼提家族老大文森的女兒，尼祿的妹妹，弗拉特的姊姊。為了家族和加拉西亞家族的羅納多結婚。
不願見尼祿與弗拉特兄弟鬩牆，希望能回到從前三兄妹和樂融融的時光。
希望羅納多能放過尼祿。但由於羅納多暴露殺害尼祿與併吞法尼提的野心，只好忍心將其射殺。之後選擇離開。
已經懷了羅納度的孩子。
羅納多（Ronaldo，聲：中村悠一）
尼祿的妹婿。加拉西亞首領的外甥。妻子為法尼提家族的菲歐。代表加拉西亞家族要求文森捨棄長子尼祿。
仗著自己和加拉西亞的親戚關係狐假虎威，實力、見識均處於一般水平。
利用弗拉特想超越哥哥的野心操縱之，後期給酗酒的弗拉特服毒品，使其更為神智不清。
眼見弗拉特在家族內戰中失利，邀請尼祿來大宅與其和菲奧會談，但由於暴露殺害尼祿與併吞法尼提的野心，被菲奧射殺。
文森特（Vincent Vanetti，聲：山路和弘）
法尼提家族的老大，阿維里奧的復仇對象之一。尼祿和弗拉特的父親。後期將首領的位子讓位給尼祿。
最後因看到辛苦經營的家族毀於一旦而病情加劇，死在尼祿懷裡。
沃爾普（聲：鈴木達央）
尼祿的手下，尼祿回大宅時作為內應跟尼祿一夥一起逃亡。
為了尼祿什麼事都願意做。阿維里奧利用此點煽動其一起刺殺羅納度及弗拉特，之後被阿維里奧所射殺。屍體被弗拉特掛在大橋上示眾。他的死造成尼祿與弗拉特關係全面惡化，引發了兄弟之間的家族內戰。
甘佐（聲：天田益男）
在法尼提家族裡屬於元老級的幹部。對羅納度相當不滿，被尼祿稱作「叔叔」。為當初寫信給阿維里奧的人，背叛法尼提目的是想得到私酒生意和整座Lawless城。
策畫暗殺法尼提父子的陰謀，但在加拉西亞老大被阿維里奧所殺後反遭斯特雷加殺害。

### 奧爾塞家族 Orco→凡格家族 Fango
本和法尼提家族敵對，卻因為暗算加拉西亞首領的計劃失敗，現時積極爭取和法尼提家族同盟。
凡格成為老大後讓尼祿一夥借住島上，坐視法尼提家族內鬥。
奧爾塞（Orco，聲：茶風林）
奧爾塞家族的老大，喜歡吃千層麵。因為尼祿偷了奧爾塞家族的酒而對其懷有恨意。
被阿維里奧暗算後落入凡格手裏，最後被凡格製成人肉千層麵。
凡格（Fango，聲：津田健次郎）
法尼提家族的對手奧爾塞家族的幹部。有著身穿牛仔服裝、在酒吧射機關槍的荒謬個性。現時和家族鬧翻，率領約20人佔領一個島嶼。
接受阿維里奧的方案，以生擒奧爾塞家族首領為條件，協助尼祿一行人。把奧爾賽家族首領做成人肉千層麵餵給奧爾賽的部下吃。
雖然表面願意與尼祿合作，但內心卻想要吞併尼祿的一切。最後被失去理智的克魯迪奧活活打死。
其實是被虐狂。

### 加拉西亞家族 Galassia
芝加哥的黑手黨大家族。表面與法尼提家族關係親密，事實上不斷鯨吞蠶食法尼提家族。
斯特雷加（Strega，聲：木村昴）
加拉西亞老大的姪子。代表加拉西亞參加羅納度的葬禮。
私底下與甘佐勾結，參與暗殺陰謀，覬覦加拉西亞老大之位。
老大一死即射殺甘佐，並下令攻擊法尼提。
加拉西亞老大（Don Galassia，聲：大塚芳忠）
加拉西亞家族的老大。
見過阿維里奧後拜訪法尼提，商議合併事宜。
想將阿維里奧拉入自己陣營。卻在歌劇院被其所射殺。

### 其他
克魯迪奧（Corteo，聲：齊藤壯馬、東城日沙子（幼少期））
阿維里奧的朋友。兒時貧困，長大後以私釀造酒維生。為人正直，討厭黑手黨。在阿維里奧一家被殺而無家可歸時收留他。
在阿維里奧失去所有家人後，跟他說「從今以後我們就是兄弟」。
被阿維里奧介紹給尼祿，現成為尼祿私釀酒廠的總釀酒師。其改良的私酒Lawless Heaven成為眾人爭相搶奪的佳釀。
不滿阿維里奧的辦事手法，希望盡快幫他完成復仇，將尼祿的所在情報洩漏給凡格。
失去利用價值後，在凡格將公開自己叛徒身分之際，以酒瓶活活打死他。
最後為洗清阿維里奧放走自己的嫌疑，自願出現在法尼提家族。尼祿把槍遞阿維里奧要他把克魯迪奧殺死。最後死於阿維里奧的槍下。
斯庫澤（聲：石井康嗣）
聯邦取締官。擅長利用職權收賄與勒索。
後與凡格交易Lawless Heaven配方的時候遭凡格所殺。
特婓爾（聲：東地宏樹）
新任聯邦取締官。充滿熱血與理想，矢志要將私酒與黑手黨一網打盡。
收到恐嚇電話後，目睹自家汽車在門前爆炸，差點威脅到妻女性命時，改變以往態度，後由斯庫澤重新擔任聯邦取締官。

## 電視動畫

### 製作人員
- 原作：Vanetti Family
- 監督： 鏑木宏
- 系列構成：岸本卓
- 人物設計、總作畫監督：岸友洋
- 佈景設計：青木智由紀
- 美術監督：小倉宏昌
- 色彩設計：歌川律子
- 攝影監督：田村仁、小畑芳樹
- CG監督：兒玉徹郎
- 編集：今井大介
- 音響監督：本山哲
- 音樂：海田庄吾
- 音樂製作：松竹音樂出版
- 動畫製作：朱夏
- 製作：91Days製作委員會

### 主題曲
片頭曲「Signal」
作詞、作曲：TK，主唱：TK from 凜冽時雨
第1話未使用。
片尾曲「Rain or Shine」
作詞：zopp，作曲：、，編曲：前島康明，主唱：ELISA
第12話作為插曲使用。

### 各話列表
| 話數   | 日文標題                             | 中文標題                           | 劇本              | 分鏡                                                                             | 演出                                                                          | 作畫監督 |
| ------ | ------------------------------------ | ---------------------------------- | ----------------- | -------------------------------------------------------------------------------- | ----------------------------------------------------------------------------- | --- |
| Day1   |                                      | 殺人之夜                           | 岸本卓            | 鏑木宏                                                                           | 鏑木宏                                                                        | 岸友洋 |
| Day2   |                                      | 虛偽的幻影                         | 岸本卓            | 森本育郎                                                                         | 森本育郎                                                                      | 藪野浩二 |
| Day3   |                                      | 足音的走向                         | 木戶雄一郎        | 松本淳                                                                           | 平向智子                                                                      | 富永拓生、北山修一 |
| Day4   |                                      | 以退為進                           | 鏑木宏            | 出合小都美                                                                       | 出合小都美                                                                    | 西川繪奈 |
| Day5   |                                      | 血債血償                           | 岸本卓            | タムラコ一ロ一                                                                   | 鈴木芳成                                                                      | Kim Yi Sung、飯飼一幸 白崎詩織                                                                                                  |
| Day6   |                                      | 殺豬                               | 岸本卓            | 小島正幸                                                                         | 飯村正之                                                                      | 藪野浩二、川添正和 北山修一、大島貞生                                                                                           |
| Day7   |                                      | 悲哀的演員                         | 岸本卓            | 大久保富彥、大畑清隆 鏑木宏                                                      | 大久保富彥 大藪恭平                                                           | 關口雅浩、西田美彌子 舛館俊秀                                                                                                   |
| Day7.5 |                                      | 短蠟燭                             | 岸本卓 木戶雄一郎 | 鏑木宏、森本育郎 松本淳、出合小都美 タムラコ一ロ一 小島正幸、大久保富彥 大畑清隆 | 鏑木宏、森本育郎 平向智子、出合小都美 鈴木芳成、飯村正之 大久保富彥、大藪恭平 | 岸友洋、藪野浩二、富永拓生 北山修一、西川繪奈、川添正和 Kim Yi Sung、飯飼一幸 白崎詩織、大島貞生、關口雅浩 西田美彌子、舛館俊秀 |
| Day8   |                                      | 幕後                               | 木戶雄一郎        | 古川順康                                                                         | 古川順康                                                                      | ムラオミノル |
| Day9   |                                      | 泛黑的野心                         | 木戶雄一郎        | 矢野博之                                                                         | 柳瀨雄之                                                                      | 飯飼一幸、櫻井このみ 李周鉉、岸友洋、大島貞生                                                                                   |
| Day10  |                                      | 誠實的證據                         | 岸本卓            | 小島正幸                                                                         | 鳥羽聰、柳屋圭宏                                                              | 富永拓生、德田夢之介、小林利充                                                                                                  |
| Day11  |                                      | 一場空                             | 岸本卓            | 小島正幸                                                                         | 鈴木孝聰、平向智子                                                            | 西川繪奈、北山修一、川添正和 大島貞生、岸友洋                                                                                   |
| Day12  |                                      | 穿過骯髒的天空                     | 岸本卓            | 野村和也                                                                         | 鏑木宏                                                                        | 藪野浩二、富永拓生、北山修一 大島貞生、岸友洋                                                                                   |
| Day13  | 時の浅瀬 すべての昨日 明日、また明日 | 時光的淺灘 過往的一切 明日，復明日 | 岸本卓、 鏑木宏   | 菅沼榮治                                                                         | 鏑木宏                                                                        | 大島貞生、冨永拓生、川上暢彦、 岸友洋                                                                                           |

## 外部連結
- 《91Days》動畫官方網站（页面存档备份，存于）（日語）
- 《91Days》Twitter（页面存档备份，存于）（日語）